# Lista de presidentes da Síria
O Presidente da Síria é o chefe de Estado e de governo da República Árabe da Síria, sendo a mais alta autoridade políca do país. Atualmente, o cargo é exercido por Ahmed al-Shara'a, líder do movimento que derrubou o ditador Bashar al - Assad e o pôs fim ao dominío de 50 anos do Partido Baaht no país.

## Mandato Francês(1922 - 1930)
| Nº   | Nome                  | Imagem | Início                  | Fim                     | Partido      | Notas                                |
| ---- | --------------------- | ------ | ----------------------- | ----------------------- | ------------ | ------------------------------------ |
| 1°   | Subhi Bey Barakat     |        | 29 de junho de 1922     | 1 de janeiro de 1925    | Independente | Presidente da Federação Síria        |
| (1°) | Subhi Bey Barakat     |        | 1 de janeiro de 1925    | 21 de dezembro de 1925  | Independente | Presidentente do Estado da Síria     |
| —    | Período de Vacância   |        | 21 de dezembro de 1925  | 9 de fevereiro de 1926  |              |                                      |
| —    | François Pierre-Alype |        | 9 de fevereiro de 1926  | 28 de abril de 1926     | Independente | Nomeado pelo alto comissário francês |
| 2°   | Ahmad Nami            |        | 28 de abril de 1926     | 15 de fevereiro de 1928 | Independente |                                      |
| —    | Taj al-Din al-Hasani  |        | 15 de fevereiro de 1928 | 14 de maio de 1930      | Independente |                                      |

## República Mandatária da Síria(1930 - 1946)
| Nº | Nome                     | Imagem | Início                 | Fim                    | Partido        | Notas                                |
| -- | ------------------------ | ------ | ---------------------- | ---------------------- | -------------- | ------------------------------------ |
| —  | Taj al-Din al-Hasani     |        | 14 de maio de 1930     | 19 de novembro de 1931 | Independente   |                                      |
| —  | Léon Solomiac            |        | 19 de novembro de 1931 | 11 de junho de 1932    | Independente   | Nomeado pelo alto comissário francês |
| 1° | Muhammad Ali Bey al-Abid |        | 11 de junho de 1932    | 21 de dezembro de 1936 | Independente   |                                      |
| 2° | Hashim al-Atassi         |        | 21 de dezembro de 1936 | 7 de julho de 1939     | Bloco Nacional |                                      |
| 3° | Bahij al-Katib           |        | 8 de julho de 1939     | 4 de abril de 1941     | Independente   |                                      |
| —  | Khalid al-Azm            |        | 4 de abril de 1941     | 16 de setembro de 1941 | Independente   | Presidente Interino                  |
| 4° | Taj al-Din al-Hasani     |        | 16 de setembro de 1941 | 17 de janeiro de 1943  | Independente   | Faleceu no cargo.                    |
| —  | Jamil al-Ulshi           |        | 17 de janeiro de 1943  | 25 de março de 1943    | Independente   | Presidente Interino                  |
| 5° | Ata Bey al-Ayyubi        |        | 25 de março de 1943    | 17 de agosto de 1943   | Independente   |                                      |
| 6° | Shukri al-Quwatli        |        | 17 de agosto de 1943   | 17 de abril de 1946    | Bloco Nacional |                                      |

## Síria Independente(1946 - Atualidade)
| Nº  | Nome                       | Imagem | Início                  | Fim                     | Partido                     | Notas                                                                                         |
| --- | -------------------------- | ------ | ----------------------- | ----------------------- | --------------------------- | --------------------------------------------------------------------------------------------- |
| 1°  | Shukri al-Quwatli          |        | 17 de abril de 1946     | 30 de março de 1949     | Partido Nacional            | Primeiro presidente após a independência da Síria                                             |
| 2°  | Husni al-Za'im             |        | 30 de março de 1949     | 14 de agosto de 1949    | Partido Social Nacionalista | Deposto após um golpe de Estado                                                               |
| 3°  | Sami al-Hinnawi            |        | 14 de agosto de 1949    | 15 de agosto de 1949    | Partido Social Nacionalista | Ocupou a presidência por um curto período após golpe                                          |
| 4°  | Hashim al-Atassi           |        | 15 de agosto de 1949    | 2 de dezembro de 1951   | Partido do Povo             | Primeiro mandato, e novamente presidente após 1955                                            |
| —   | Adib Shishakli             |        | 2 de dezembro de 1951   | 3 de dezembro de 1951   | Partido Social Nacionalista |                                                                                               |
| 5°  | Fawzi Selu                 |        | 3 de dezembro de 1951   | 11 de julho de 1953     | Partido Social Nacionalista |                                                                                               |
| 6°  | Adib Shishakli             |        | 11 de julho de 1953     | 25 de fevereiro de 1954 | Partido Social Nacionalista | Deposto em um Golpe de Estado                                                                 |
| 7°  | Maamun al-Kuzbari          |        | 25 de fevereiro de 1954 | 28 de fevereiro de 1954 | Partido Social Nacionalista |                                                                                               |
| 8°  | Hashim al-Atassi           |        | 28 de fevereiro de 1954 | 6 de setembro de 1955   | Partido Nacional            | Segundo mandato de Atassi                                                                     |
| 9°  | Shukri al-Quwatli          |        | 6 de setembro de 1955   | 22 de fevereiro de 1958 | Partido Nacional            | Reassumiu a presidência                                                                       |
| 10° | Gamal Abdel Nasser         |        | 22 de fevereiro de 1958 | 29 de setembro de 1961  | União Socialista Árabe      | Unificação com o Egito durante a República Árabe Unida                                        |
| —   | Maamun al-Kuzbari          |        | 29 de setembro de 1961  | 20 de novembro de 1961  | Independente                | Reassumiu a presidência de maneira interina, após a dissolução da República Árabe Unida       |
| 11° | Izzat al-Nuss              |        | 20 de novembro de 1961  | 14 de dezembro de 1961  | Nenhum (Militar)            | Atuou como Presidente e Primeiro - ministro da Síria                                          |
| 12° | Nazim al-Kudsi             |        | 14 de dezembro de 1961  | 8 de março de 1963      | Partido do Povo             | Presidiu durante um período de instabilidade após a dissolução da União com o Egito           |
| 13° | Lu'ay al-Atassi            |        | 9 de março de 1963      | 27 de julho de 1963     | Nenhum (Militar)            | Curto mandato após golpe de Esatado de 1963                                                   |
| 14° | Amin al-Hafiz              |        | 27 de julho de 1963     | 23 de fevereiro de 1966 | Partido Ba'ath              | Era membro do Partido Ba'ath e governou após golpe de 1963                                    |
| 15° | Nureddin al-Atassi         |        | 25 de fevereiro de 1966 | 18 de fevereiro de 1970 | Partido Ba'ath              | Deposto após o Golpe de Estado de 1970                                                        |
| 16° | Ahmad al-Khatib            |        | 18 de novembro de 1970  | 12 de março de 1971     | Partido Ba'ath              | Presidiu durante a transição de poder para Hafez al-Assad                                     |
| 17° | Hafez al-Assad             |        | 12 de março de 1971     | 10 de junho de 2000     | Partido Ba'ath              | Governou por 30 anos, consolidando o poder do Partido Ba'ath Sírio.                           |
| —   | Abdul Halim Khaddam        |        | 10 de junho de 2000     | 17 de junho de 2000     | Partido Ba'ath              | Presidente Interino                                                                           |
| 18° | Bashar al-Assad            |        | 17 de junho de 2000     | 8 de dezembro de 2024   | Partido Ba'ath              | Filho de Hafez al-Assad, assume após a morte de seu pai. Deposto durante a Guerra Cívil Síria |
| —   | Governo de Transição Sírio |        | 8 de dezembro de 2024   | 29 de janeiro de 2025   | Nenhum                      | Colegiado reponsável pelo governo sírio após o triunfo da Revolução Síria                     |
| 19° | Ahmed al-Shara'a           |        | 29 de janeiro de 2025   | atualidade              | Independente                | Líder do movimento que derrubou Bashar al - Assad                                             |